# Rhodesiella finitima
Rhodesiella finitima är en tvåvingeart som först beskrevs av Becker 1911.  Rhodesiella finitima ingår i släktet Rhodesiella och familjen fritflugor. Inga underarter finns listade i Catalogue of Life.